# Johannes Eglin
Johannes Eglin (* 8. Januar 1775 in Ormalingen; † 19. Juni 1836 ebenda) war ein Schweizer Politiker.

## Leben
Eglin war von 1815 bis 1832 mit Unterbrüchen Gemeindepräsident. Von 1803 bis 1831 sass er im Grossen Rat in Basel. Er liess sich, halb widerstrebend, im Januar 1831 in die provisorische Baselbieter Regierung wählen und war danach immer wieder auf der Flucht, unter anderem im Elsass.
Eglin war im ersten Landrat 1832 Verfassungsrat und Alterspräsident. Zwischen 1832 und 1834 sass er im Regierungsrat. Er setzte sich während der Wochen vor der Totaltrennung, im Sommer 1833, als Teilnehmer der eidgenössisch geleiteten Vermittlungsverhandlungen für die Rettung der kantonalen Einheit ein. Von 1834 bis 1836 war er nochmals im Landrat.